# 蒲阳郡
蒲阳郡，又作蒱阳郡，中国南北朝时设置的郡。
西魏置蒲阳郡，北周沿置，治所在依政县（今四川邛崃市东南五十五里牟礼镇永丰场），为邛州治所。下辖依政县一县。辖境相当今四川省邛崃市东南部。隋文帝开皇三年（583年）废蒲阳郡，属县直属邛州。